# Anastasia (comédie musicale)
Pour les articles homonymes, voir Anastasia.
Anastasia est une comédie musicale américaine de Lynn Ahrens et Stephen Flaherty (paroles et musique) et Terrence McNally (livret), créée en 2012 et jouée le 27 mai 2016 à Hartford, dans le Connecticut, avant d'être jouée à Broadway depuis avril 2017.
Inspirée du film éponyme de 1997, la comédie musicale Anastasia adapte la légende de la grande-duchesse Anastasia Nikolaïevna de Russie, qui aurait échappé à l'exécution de sa famille, et d'une orpheline amnésique nommée Anya qui, des années plus tard, espère retrouver sa famille en s'associant à deux escrocs souhaitant profiter de la gentillesse de la jeune fille auprès de l'Impératrice.

## Création
Une première lecture prend place en 2012 avec Kelli Barret dans le rôle d'Anya, Aaron Tveit dans le rôle de Dmitry, Patrick Page dans le rôle de Vladimir et Angela Lansbury dans le rôle de l'Impératrice. Un séminaire se tient le 12 juin 2015 à New York avec Elena Shaddow dans le rôle d'Anya, Ramin Karimloo dans le rôle de Gleb Vaganov, un personnage inédit, et Douglas Sills dans le rôle de Vladimir.
L'avant-première de la première représentation de la production originale de la comédie musicale se tient à Hartford, dans le Connecticut, le 13 mai 2016. La représentation est mise en scène par Darko Tresnjak et chorégraphie par Peggy Hickey, avec Christy Altomare dans le rôle d'Anya et Derek Klena dans le rôle de Dmitry,. 
Le metteur en scène Darko Tresnjak explique : « Nous avons gardé — je pense — six chansons du film original, mais nous avons ajouté seize nouveaux numéros. Nous avons gardé les meilleurs moments du film, mais nous considérons vraiment cela comme une comédie musicale originale. » De plus, le premier acte se déroule en Russie et le deuxième acte se déroule à Paris, ce qui, selon Terrence McNally, « est tout ce que la Russie soviétique n'était pas : libre, expressive, créative, sans barrières ».
La comédie musicale occulte les aspects surnaturels du film original, y compris le personnage de Raspoutine ainsi que son numéro musical « Au plus noir de la nuit » et introduit de nouveaux personnages, notamment un nouvel antagoniste, Gleb Vaganov, un général bolchévique chargé d'exécuter Anya.

## Production

### Broadway
La comédie musicale a été jouée à Broadway au Broadhurst Theatre le 23 mars 2017 (en avant-première), officiellement le 24 avril 2017, mettant en vedette la plupart des acteurs principaux de Hartford,,. Les critiques ont noté des représentations inégales et une durée trop importante en début de production. Le spectacle a été joué jusqu'au 31 mars 2019, après 808 représentations régulières et 34 avant-premières. Elle n'a pas recouvré ses coûts de production qui étaient de 15 millions de dollars,.

### Madrid

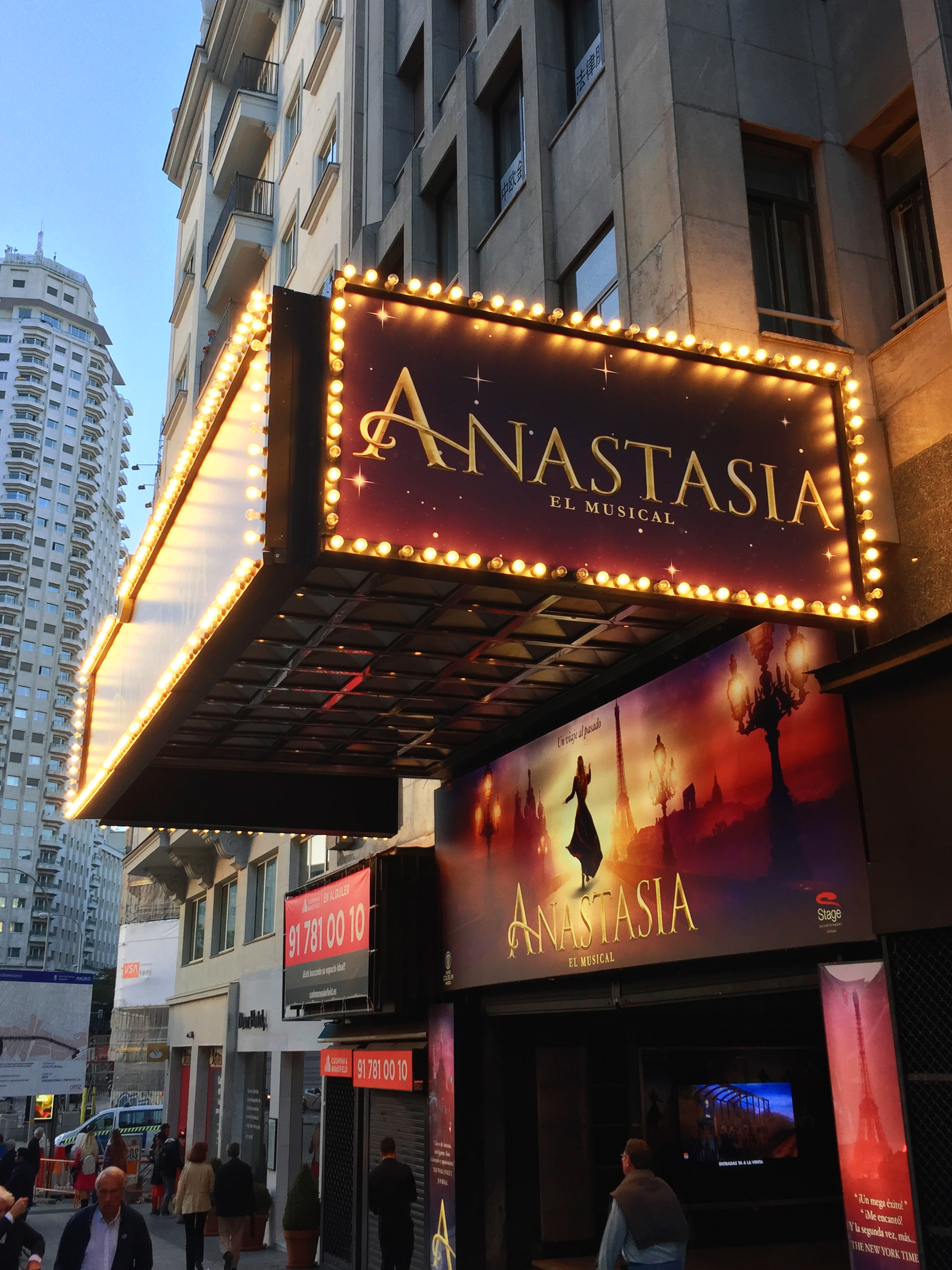
Anastasia au Coliseum Theatre de Madrid, en 2018.

La première production européenne a débuté le 3 octobre 2018 (officiellement le 10 octobre 2018) au Coliseum Theatre de Madrid, en Espagne, mettant en vedette Jana Gómez dans le rôle d'Anya, Íñigo Etayo dans celui de Dmitry, Carlos Salgado dans celui de Gleb, Javier Navares dans celui de Vlad, Silvia Luchetti dans celui de la comtesse Lily et Angels Jiménez pour l'impératrice Dagmar,,.

### Tournée américaine
Une tournée aux États-Unis a débuté le 9 octobre 2018 (officiellement le 12 octobre 2018) au Proctor's Theatre à Schenectady, à New York. Le rôle d'Anya est joué par Lila Coogan.

### Stuttgart
Une production allemande a débuté le 15 novembre 2018 au Stage Palladium Theatre à Stuttgart, en Allemagne, avec Judith Caspari dans le rôle de Anya et Milan van Waardenburg dans le rôle de Dmitry.

### La Haye

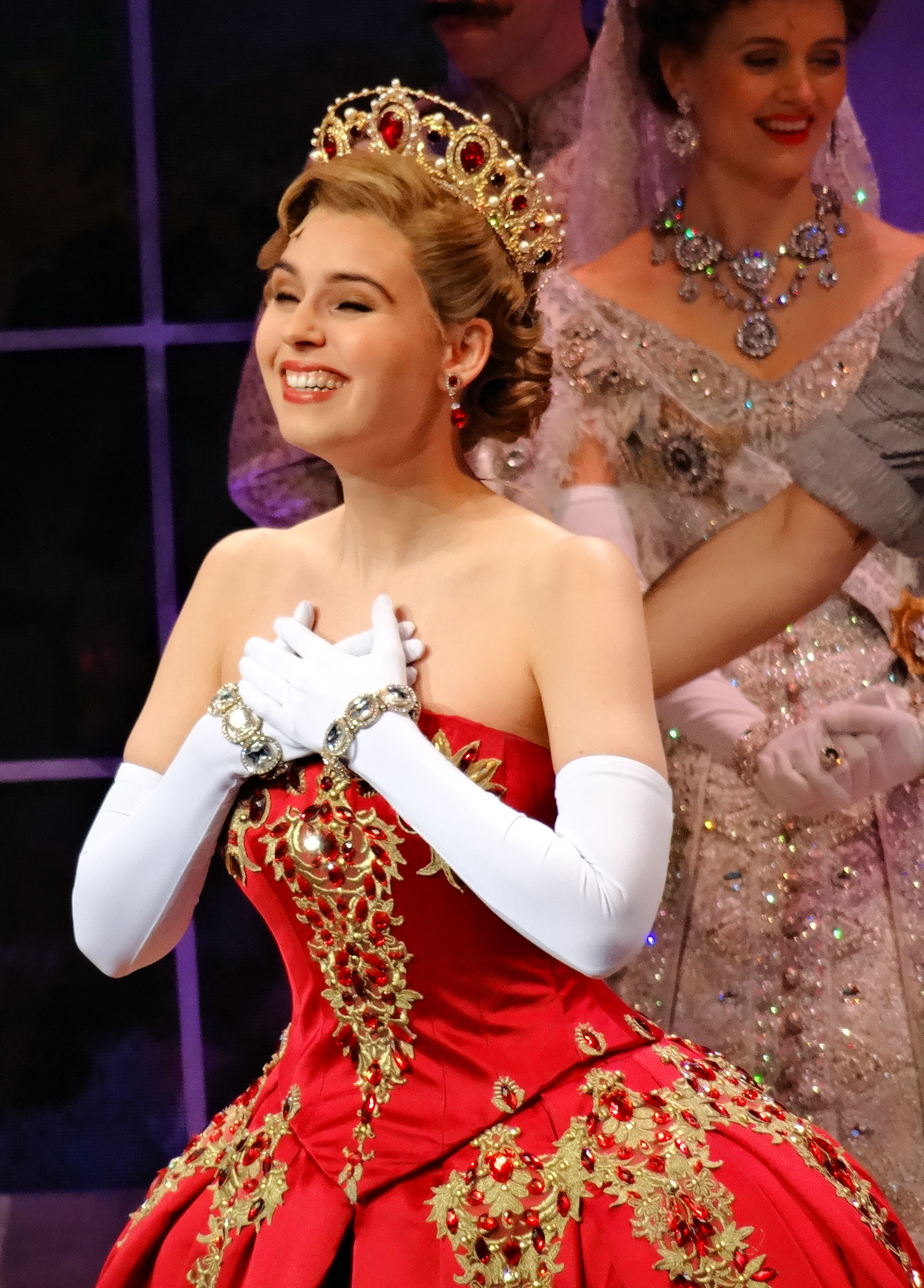
Tessa van Tol dans le rôle d'Anastastia.

Une production néerlandaise est prévue pour le 22 septembre 2019 au AFAS Circustheater de La Haye, aux Pays-Bas. Tessa Sunniva van Tol jouera le rôle d'Anya avec Milan van Waardenburg dans le rôle de Dmitry transférant de la production allemande à la production néerlandaise, ce qui en fera le premier acteur à jouer le rôle de Dmitry dans deux pays et dans deux langues différentes. Les autres rôles principaux sont René van Kooten, Gerrie van der Klei, Ellen Evers et Ad Knippels.

## Synopsis

### Prologue
En 1906, à Saint-Pétersbourg, en Russie, l'impératrice Maria Feodorovna réconforte sa plus jeune petite-fille, la grande-duchesse Anastasia, âgée de cinq ans, attristée par le départ de sa grand-mère à Paris. Avant de partir, l'impératrice offre à Anastasia une boîte à musique (Prologue: Once Upon a December). Onze ans plus tard, en 1917, Anastasia, alors âgée de dix-sept ans, prend part à un bal avec sa famille lorsque les bolcheviks envahissent le palais. Alors que les Romanov tentent de s'échapper, Anastasia tente de retrouver sa boîte à musique, mais est capturée avec le reste de sa famille (The Last Dance of the Romanovs). À Paris, l'impératrice reçoit une lettre lui annonçant l'exécution de sa famille.

### Acte I
En 1927, Gleb Vaganov, un général bolchévique maintenant au contrôle de la Russie, annonce aux russes que Saint-Pétersbourg, appauvrie, a été renommée Leningrad, en leur promettant un avenir radieux et paisible. Les russes, moroses, protestent contre le changement mais sont réconfortés par les rumeurs qui courent, plus particulièrement celle selon laquelle Anastasia aurait survécu à l'attaque des bolchéviques. Dmitry, un charmant jeune homme et Vladimir « Vlad » Popov, un ancien membre de la cour impériale, deux escrocs recherchés, entendent les rumeurs et mettent au point ce qui est selon eux la plus grande escroquerie de l'histoire : ils prévoient d'entraîner une jeune fille afin qu'elle se fasse passer pour Anastasia afin d'obtenir de l'argent de l'impératrice (A Rumor in St. Petersburg).
Dmitry et Vlad font passer des auditions pour leur escroquerie dans le théâtre abandonné du Palais Ioussoupov de la Moïka. Alors qu'ils s'apprêtent à abandonner, une balayeuse de rue nommée Anya se présente pour demander à Dmitry les conditions afin d'obtenir des billets pour Paris. Dmitry et Vlad sont fascinés par l'histoire d'Anya : elle est amnésique et a très peu de souvenirs de son passé (In My Dreams). Impressionnés par son amnésie et sa ressemblance avec Anastasia, ils décident de l'engager.
À la capitale, les employés du gouvernement trient les rumeurs et les dossiers méritant plus d'observation. Trois comédiennes rapportent la machination d'Anya, Dmitry et Vlad à Gleb, mais celui-ci les rejette et remplit un dossier consacré à Anya (The Rumors Never End). De retour au palais, Vlad et Dmitry entraînent Anya à devenir Anastasia en lui apprenant l'histoire, les arts de la table et la danse (Learn to Do It).
Gleb ordonne l'arrestation d'Anya. Elle est amenée dans son bureau, sur la Perspective Nevski. Le général l'interroge et la met en garde à propos des conséquences de prétendre être Anastasia. Il tente de la convaincre qu'Anastasia est décédée. Il révèle que son père était l'un des soldats impliqués dans l'exécution des Romanov et qu'alors qu'il n'était encore qu'enfant, il entendit les coups de feu et les cris de la famille. Il remarque toutefois qu'Anya a le regard des Romanov et réalise qu'Anya pourrait réellement être Anastasia. Alors que ses sentiments à l'égard d'Anastasia grandissent, Gleb la laisse partir avec un avertissement (The Neva Flows).
Anya retrouve Dmitry quand ils sont soudainement attaqués par les anciens partenaires de ce dernier, qu'ils doivent combattre (The Neva Flows (Reprise)). Impressionné par les compétences de combat d'Anya, Dmitry s'ouvre à elle et lui raconte son enfance d'orphelin dans les rues de Saint-Pétersbourg et la façon dont il dut survivre (My Petersburg). Dmitry fait suffisamment confiance à Anya pour lui montrer une boîte à musique qu'il tenta d'ouvrir en vain, ignorant qu'il s'agit en réalité de l'artéfact offert à Anastasia par l'impératrice. Anya ouvre et rembobine la boîte à musique, se souvenant vaguement de son passé et plus particulièrement d'un bal impérial (Once Upon a December). Après cet épisode, Anya est plus décidée que jamais d'aller à Paris, mais Dmitry lui dit qu'ils n'ont pas assez d'argent pour acheter des billets de train. Elle lui donne alors son bien le plus précieux ; un diamant retrouvé cousu sur sa robe lors de sa découverte (A Secret She Kept).
À la gare, le comte Ipolitov reconnaît Anya comme étant Anastasia et lui fait un baisemain. Alors qu'ils embarquent dans le train pour Paris, le comte Ipolitov lance un chant d'adieu à la Russie (Stay, I Pray You). Durant le trajet, Anya, Dmitry et Vlad s'imaginent ce qu'ils espèrent accomplir à Paris : Anya espère découvrir qu'elle est en réalité Anastasia, Dmitry s'imagine la fortune et Vlad espère reconquérir la comtesse Lily Malevski-Malevitch (« Sophie » dans le film de 1997), la confidente de l'impératrice avec qui il avait autrefois eu une aventure (We'll Go From There). Le comte Ipolitov est fatalement abattu par la police pour avoir embarqué dans le train illégalement. Les officiers se mettent ensuite à la recherche d'Anya, Dmitry et Vlad, qui sautent du train en évitant de justesse leur capture.
Alors que les héros traversent la Russie à pied, Gleb reçoit l'ordre de partir à la recherche d'Anya et de la tuer si elle s'avère être Anastasia (Traveling Sequence). Gleb accepte mais réalise qu'il est amoureux d'Anya et remet en question ses sentiments (Still). Anya, Vlad et Dmitry arrivent finalement en France et, alors qu'ils se dirigent vers Paris, Anya trouve le courage de continuer avec l'espoir de découvrir enfin qui elle est (Journey to the Past).

### Acte II
Anya, Vlad et Dmitry arrivent à Paris et sont submergés par les images et les bruits de la ville (Paris Holds the Key (To Your Heart)). Alors que Vlad et Dmitry partent de leur côté, Anya va sur le Pont Alexandre-III, tirant son nom du grand-père d'Anastasia, et y ressent une forte émotion (Crossing a Bridge).
L'impératrice Maria Feodorovna, devenue une femme âgée et aigrie, lit les lettres de plusieurs jeunes filles prétendant être Anastasia et, le cœur brisé, abandonne l'idée de la retrouver un jour (Close the Door). À l'arrivée de Gleb à Paris, Lily fait la fête au Neva Club, où de riches nobles russes se remémorent l'ancienne Russie (Land of Yesterday). Lily retrouve Vlad, contre qui elle est furieuse ; alors qu'ils étaient amants, il lui volait des bijoux. Ils revivent leur romance scandaleuse et Vlad la convainc de le laisser présenter Anya à l'impératrice lors du ballet la semaine suivante (The Countess and the Common Man). Cependant, Vlad laisse accidentellement tomber les billets pour le ballet et Gleb, qui a entendu son plan, les ramasse (Land of Yesterday (Reprise)).
À l'hôtel, Anya fait un cauchemar à propos de l'exécution des Romanov (A Nightmare). Dmitry la réconforte et lui raconte le moment où, alors qu'il n'était qu'un petit garçon, il avait fait une révérence à Anastasia. Cette anecdote résonne en Anya et les deux héros réalisent qu'Anya est réellement la grande-duchesse Anastasia (In a Crowd of Thousands).
Durant le ballet, Vlad suspecte les sentiments d'Anya et de Dmitry et savoir qu'ils ne pourront jamais être ensemble lui brise le cœur (Meant to Be). Lors de la performance du Lac des cygnes, Anya aperçoit l'impératrice et la reconnaît. L'impératrice aperçoit également Anastasia et la reconnaît, mais continue de nier. Dmitry et Gleb — qui se demande s'il doit tuer Anya — révèlent leurs sentiments amoureux (Quartet at the Ballet).
Après le ballet, Lily reconnaît également Anya comme étant Anastasia et l'emmène immédiatement voir l'impératrice. Dmitry réalise qu'il est amoureux d'Anya mais qu'il doit la laisser partir retrouver sa famille (Everything to Win). Anya sort de la rencontre enragée, ayant appris de l'impératrice que Vlad et Dmitry l'utilisaient pour se faire de l'argent. Dmitry attend l'impératrice, qui l'ignore. Il l'arrête irrespectueusement. Il la supplie de voir Anya, mais elle refuse.
De retour à l'hôtel, Anya commence à faire ses affaires quand elle est interrompue par l'impératrice qui, impressionné par le courage de Dmitry, décide de lui donner une chance. Anya est choquée de la cruauté de l'impératrice, disant qu'elle n'est pas la grand-mère dont elle se rappelle. L'impératrice décide de poser des questions à Anya sur son passé et sur la famille Romanov, mais Anya lui propose de réfléchir à la personne qu'elle est devenue en ces deux décennies à Paris. Anya se rappelle alors de la nuit où l'impératrice est partie. Quand Anya sort la boîte à musique et chante la berceuse, l'impératrice réalise enfin qu'Anya est réellement Anastasia et les deux s'embrassent, enfin réunies après vingt années (Once Upon a December (Reprise)).
Une conférence de presse est tenue le matin suivant, au cours de laquelle Vlad et Lily tentent de repousser les journalistes (The Press Conference). Avant d'apparaître en public, l'impératrice dit à Anya que Dmitry n'a pas accepté la récompense et avoue son respect pour lui. Anya exprime ses doutes sur sa future vie de princesse et l'impératrice lui dit que peu importe ses choix, elles seront toujours ensemble. Anya réalise qu'elle est amoureuse de Dmitry et décide de partir à sa recherche (Everything to Win (Reprise)). Alors qu'elle s'apprête à partir, Gleb l'enferme dans une pièce. Elle réalise la raison de sa présence et Gleb lui dit qu'il doit la tuer afin d'accomplir pleinement la mission de son père. Anya se rappelle à présent très clairement du jour de l'exécution de sa famille et le prie sans crainte de la tuer afin qu'elle puisse rejoindre sa famille. Cependant, submergé par ses émotions et incapable de porter la honte de son père, Gleb n'arrive pas à tuer Anya (Still / The Neva Flows (Reprise)). Anya réconforte Gleb et appelle à la trêve.
Vlad, Lily et les employés du palais cherchent Anya. L'impératrice est heureuse de savoir qu'Anya est enfin à sa place. L'impératrice et Gleb annoncent au peuple que les rumeurs concernant Anastasia cesseront ; la récompense pour qui la trouvera sera donnée à une charité. Anya retrouve Dmitry au Pont Alexandre-III, où ils s'embrassent. Le couple quitte Paris alors que les esprits des Romanov célèbrent leur avenir (Finale).

## Personnages et distribution
| Personnage                       | Description | Lecture de Hartford 2012 | Séminaire de New York, 2015 | Hartford Stage 2016 | Distribution originale à Broadway, 2017 | Première tournée nationale 2018 |
| -------------------------------- | --- | ------------------------ | --------------------------- | ------------------- | --------------------------------------- | ------------------------------- |
| Anya / Anastasia                 | Héroïne amnésique, elle se révèle être la grande-duchesse Anastasia Nikolaïevna de Russie.                                    | Kelli Barret             | Elena Shaddow               | Christy Altomare    | Christy Altomare                        | Lila Coogan                     |
| Dmitry                           | Jeune escroc charmant amoureux d'Anya.                                                                                        | Aaron Tveit              | Mark Evans                  | Derek Klena         | Derek Klena                             | Stephen Brower                  |
| Gleb Vaganov                     | Général bolchévique, amoureux d'Anya, il a pour ordre de l'éliminer si elle s'avère être la dernière descendante des Romanov. | Aaron Lazar              | Ramin Karimloo              | Manoel Felciano     | Ramin Karimloo                          | Jason Michael Evans             |
| Vladimir « Vlad » Popov          | Associé de Dmitry, il est l'amant de la comtesse Lily Malevski-Malevitch.                                                     | Patrick Page             | Douglas Sills               | John Bolton         | John Bolton                             | Edward Staudenmayer             |
| Comtesse Lily Malevski-Malevitch | Confidente de l'impératrice, elle est l'amante de Vlad.                                                                       | Julie Halston            | Joanna Glushak              | Caroline O'Connor   | Caroline O'Connor                       | Tari Kelly                      |
| Impératrice Maria Feodorovna     | Ancienne impératrice de Russie, elle séjourne à Paris dans l'espoir de retrouver sa petite-fille.                             | Angela Lansbury          | Mary Beth Peil              | Mary Beth Peil      | Mary Beth Peil                          | Joy Franz                       |

## Numéros musicaux
| Acte I Saint-Pétersbourg, 1907, 1917 et 1927 - Prologue: Once Upon A December (« Prologue : Loin du froid de décembre ») – Maria Feodorovna et Anastasia - The Last Dance of the Romanovs (« La dernière danse des Romanov ») – Ensemble #+ - A Rumor in St. Petersburg (« La rumeur de Saint-Pétersbourg ») – Dmitry, Vlad, Ensemble - In My Dreams (« Dans mes rêves ») – Anya - The Rumors Never End (« Il y aura toujours des rumeurs ») – Gleb, Ensemble + - Learn to Do It (« L'apprentissage ») – Anya, Dmitry, Vlad - The Neva Flows (« Coule la Neva ») – Gleb, Anya - The Neva Flows (Reprise) (« Coule la Neva (Reprise) ») – Ensemble + - My Petersburg (« Mon Saint-Pétersbourg à moi ») – Dmitry, Anya - Once Upon a December (« Loin du froid de décembre ») – Anya, Ensemble - A Secret She Kept (« Le secret ») – Anya #+ - Stay, I Pray You (« Encore un instant ») – Le comte Ipolitov, Anya, Dmitry, Vlad, Ensemble - We'll Go From There (« À partir de là ») – Anya, Dmitry, Vlad, Ensemble - Traveling Sequence (« Le voyage ») – Gleb, Gorlinsky, Anya, Dmitry, Vlad + - Still (« Pourtant ») – Gleb - Journey to the Past (« Voyage dans le temps ») – Anya | Acte II Paris, 1927 - Paris Holds the Key (To Your Heart) (« Paris tu nous ouvres ton cœur ») – Vlad, Dmitry, Anya, Ensemble - Crossing a Bridge (« Le pont ») – Anya ∞ - Close The Door (« Les portes se ferment ») – L'impératrice - Land of Yesterday (« Le pays d'autrefois ») – Lily, Ensemble - The Countess and the Common Man (« La comtesse et le roturier ») – Vlad, Lily - Land of Yesterday (Reprise) (« Le pays d'autrefois (Reprise) ») – Gleb + - The Nightmare (« Le cauchemar ») – Le tsar, la tsarine, les enfants Romanov + - In a Crowd of Thousands (« Entre mille ») – Anya, Dmitry - Meant To Be (« Et trois, deux, un ») – Vlad # - Quartet at the Ballet (« Quatuor au ballet ») – Anya, Dmitry, l'impératrice, Gleb - Everything to Win (« Tout à gagner ») – Dmitry - Once Upon a December (Reprise) (« Loin du froid de décembre (Reprise) ») – Anya, l'impératrice - The Press Conference (« La conférence de presse ») – Lily, Vlad, Ensemble - Everything to Win (Reprise) (« Tout à gagner (Reprise) ») – Anya - Still / The Neva Flows (Reprise) (« Pourtant / Coule la Neva (Reprise) ») – Gleb, Anya, Ensemble # - Finale (« Final ») – L'impératrice, Gleb, Ensemble |

Les titres des chansons présentes dans le film d'animation original de 1997 sont en gras. 
(#) : La chanson a changé de nom depuis la production originale de Hartford. 
(+) : La chanson ne figure pas dans l'enregistrement officiel de la distribution.  
(∞) : La chanson a été remplacée par une reprise de "Paris Holds the Key (To Your Heart)" dans la tournée américaine et les productions internationales.

## Distinctions

### Récompenses
| Année | Production | Cérémonie                          | Catégorie                                                            | Nomination                                        |
| ----- | ---------- | ---------------------------------- | -------------------------------------------------------------------- | ------------------------------------------------- |
| 2016  | Hartford   | Connecticut Critics Circle Awards, | Meilleure mise en scène dans une comédie musicale                    | Meilleure mise en scène dans une comédie musicale |
| 2016  | Hartford   | Connecticut Critics Circle Awards, | Meilleure actrice dans une comédie musicale                          | Christy Altomare                                  |
| 2016  | Hartford   | Connecticut Critics Circle Awards, | Meilleur metteur en scène dans une comédie musicale                  | Darko Tresjnak                                    |
| 2016  | Hartford   | Connecticut Critics Circle Awards, | Meilleure chorégraphie dans une comédie musicale                     | Peggy Hickey                                      |
| 2016  | Hartford   | Connecticut Critics Circle Awards, | Meilleurs costumes dans une comédie musicale                         | Linda Cho                                         |
| 2016  | Hartford   | Connecticut Critics Circle Awards, | Meilleure cinématographie dans une comédie musicale                  | Aaron Rhyne                                       |
| 2017  | Broadway   | Drama Desk Awards                  | Meilleure cinématographie dans une comédie musicale                  | Aaron Rhyne                                       |
| 2017  | Broadway   | Outer Critics Circle Awards        | Meilleure cinématographie dans une comédie musicale                  | Aaron Rhyne                                       |
| 2017  | Broadway   | Theatre World Awards               | Meilleure première performance dans une comédie musicale de Broadway | Christy Altomare                                  |

### Nominations
| Année | Production | Cérémonie                                      | Catégorie                                                       | Nomination                                      |
| ----- | ---------- | ---------------------------------------------- | --------------------------------------------------------------- | ----------------------------------------------- |
| 2016  | Hartford   | Connecticut Critics Circle Awards,             | Meilleur acteur dans un second rôle dans une comédie musicale   | John Bolton                                     |
| 2016  | Hartford   | Connecticut Critics Circle Awards,             | Meilleure actrice dans un second rôle dans une comédie musicale | Caroline O'Connor                               |
| 2016  | Hartford   | Connecticut Critics Circle Awards,             | Meilleure actrice dans un second rôle dans une comédie musicale | Mary Beth Peil                                  |
| 2016  | Hartford   | Connecticut Critics Circle Awards,             | Meilleurs décors dans une comédie musicale                      | Alexander Dodge                                 |
| 2016  | Hartford   | Connecticut Critics Circle Awards,             | Meilleures lumières dans une comédie musicale                   | Donald Holder                                   |
| 2016  | Hartford   | Connecticut Critics Circle Awards,             | Meilleur son dans une comédie musicale                          | Brian Ronan                                     |
| 2017  | Broadway   | Chita Rivera Awards for Dance and Choreography | Meilleur danseur dans une comédie musicale de Broadway          | John Bolton                                     |
| 2017  | Broadway   | Drama Desk Awards                              | Meilleure comédie musicale                                      | Meilleure comédie musicale                      |
| 2017  | Broadway   | Drama Desk Awards                              | Meilleure actrice dans une comédie musicale                     | Christy Altomare                                |
| 2017  | Broadway   | Drama Desk Awards                              | Meilleure actrice dans un second rôle dans une comédie musicale | Mary Beth Peil                                  |
| 2017  | Broadway   | Drama Desk Awards                              | Meilleur livret de comédie musicale                             | Terrence McNally                                |
| 2017  | Broadway   | Drama Desk Awards                              | Meilleure partition originale dans une comédie musicale         | Stephen Flaherty                                |
| 2017  | Broadway   | Drama Desk Awards                              | Meilleurs costumes dans une comédie musicale                    | Linda Cho                                       |
| 2017  | Broadway   | Drama Desk Awards                              | Meilleures orchestrations dans une comédie musicale             | Doug Besterman                                  |
| 2017  | Broadway   | Drama Desk Awards                              | Meilleur son dans une comédie musicale                          | Peter Hylenski                                  |
| 2017  | Broadway   | Drama League Awards                            | Meilleure actrice dans un second rôle dans une comédie musicale | Mary Beth Peil                                  |
| 2017  | Broadway   | Drama League Awards                            | Meilleurs costumes dans une comédie musicale                    | Linda Cho                                       |
| 2017  | Broadway   | Outer Critics Circle Awards                    | Meilleure nouvelle comédie musicale de Broadway                 | Meilleure nouvelle comédie musicale de Broadway |
| 2017  | Broadway   | Outer Critics Circle Awards                    | Meilleure actrice dans une comédie musicale                     | Christy Altomare                                |
| 2017  | Broadway   | Outer Critics Circle Awards                    | Meilleur acteur dans un second rôle dans une comédie musicale   | John Bolton                                     |
| 2017  | Broadway   | Outer Critics Circle Awards                    | Meilleure actrice dans un second rôle dans une comédie musicale | Caroline O'Connor                               |
| 2017  | Broadway   | Outer Critics Circle Awards                    | Meilleure actrice dans un second rôle dans une comédie musicale | Mary Beth Peil                                  |
| 2017  | Broadway   | Outer Critics Circle Awards                    | Meilleur livret de comédie musicale                             | Terrence McNally                                |
| 2017  | Broadway   | Outer Critics Circle Awards                    | Meilleure partition originale dans une comédie musicale         | Stephen Flaherty, Lynn Ahrens                   |
| 2017  | Broadway   | Outer Critics Circle Awards                    | Meilleur metteur en scène dans une comédie musicale             | Darko Tresjnak                                  |
| 2017  | Broadway   | Outer Critics Circle Awards                    | Meilleurs décors dans une comédie musicale                      | Alexander Dodge                                 |
| 2017  | Broadway   | Outer Critics Circle Awards                    | Meilleurs costumes dans une comédie musicale                    | Linda Cho                                       |
| 2017  | Broadway   | Outer Critics Circle Awards                    | Meilleures lumières dans une comédie musicale                   | Donald Holder                                   |
| 2017  | Broadway   | Outer Critics Circle Awards                    | Meilleures orchestrations dans une comédie musicale             | Doug Besterman                                  |
| 2017  | Broadway   | Tony Awards                                    | Meilleure actrice dans un second rôle dans une comédie musicale | Mary Beth Peil                                  |
| 2017  | Broadway   | Tony Awards                                    | Meilleurs costumes dans une comédie musicale                    | Linda Cho                                       |

## Différences avec l'œuvre originale
| Version du film d'animation | Version de la comédie musicale |
| --- | --- |
| L'antagoniste principal est Raspoutine, un sorcier qui veut exterminer les Romanov par vengeance. | L'antagoniste principal est Gleb Vaganov, un général bolchévique qui a pour ordre d'éliminer les Romanov.                                                                                        |
| Le film se concentre peu sur le contexte sociopolitique russe de l'époque et explique les rebondissements par des événements surnaturels provoqués par Raspoutine.                                                 | La comédie musicale se concentre plus sur le contexte sociopolitique russe de l'époque et plusieurs péripéties sont expliquées par l'intervention des forces de l'ordre bolchévique.             |
| Anya vit dans un orphelinat jusqu'à ses 18 ans. | Anya n'a pas 18 ans mais 26 ans et ne vit pas dans un orphelinat mais vit sans domicile fixe aux alentours de Saint-Pétersbourg.                                                                 |
| On connaît peu de choses sur l'histoire de Dimitri avant l'intrigue principale : on sait qu'il a travaillé au palais des Romanov et qu'il a aidé Anastasia à se sauver des bolchéviques grâce à un passage secret. | On apprend grâce à certaines chansons que Dmitry a grandi orphelin dans les rues de Saint-Pétersbourg et le seul moment partagé avec Anastasia avant l'intrigue est une révérence lors d'un bal. |
| Anya, Dimitri et Vladimir partent à Paris rencontrer Sophie, une simple confidente française de l'impératrice. | Sophie devient la comtesse Lily, une ancienne noble russe qui personnifie la vision de Paris pour les immigrés russes de l'époque.                                                               |
| Le temps passé à Paris correspond à un tiers du film, avec des scènes de vie courtes. | Tout le second acte se déroule à Paris, avec des scènes rallongées comme la scène du ballet afin de s'ajouter à l'intrigue.                                                                      |
| De nombreuses chansons ont été ajoutées dans la comédie musicale. | |